# Площадь Пять Углов (Чернигов)
Пять углов (укр. П’ять кутів) — площадь в Деснянском районе Чернигова на пересечении проспектов Победы и Михаила Грушевского (улицы 1 Мая), улиц Любомира Боднарука, Оборонцев Чернигова (Александра Молодчего), Олега Михнюка. Согласно изданию «Чернігівщина: Енциклопедичний довідник», является главной площадью Деснянского района: его административным, торговым и общественно-культурным центром.

## История
Площадь основана в 18 веке. Её застройка формируется с учётом сохранения видовой перспективы на улице 1 Мая (сейчас отдельная улица Олега Михнюка), на архитектурный комплекс Детинца. 
На конец 1970-х начато создание нового силуэта и образа исторической площади Пять Углов, где (к 1980 году) сооружался дом облпотребобщества (архитектор О. Жданов) на месте старого базара.
Здесь построены кукольный театр (проспект Победы № 135), дом торговли (архитектор Ю. Дмытрук) с рестораном («Старый Чернигов») на 1 этаже (проспект Победы № 137), дома облпотребобщества (проспект Победы № 139) и Деснянского райкома и Компартии Украины и райисполкома (архитектор А. Сергеева). В конце 1980-х годов предполагалось продление проспекта Победы в направлении улицы Рокоссовского и в связи с этим примыкающий с востока участок к улице Александра Молодчего застроен кварталом многоэтажной жилой застройки.  
Сейчас дом торговли служит офисным зданием, а в бывшем доме райкома и райисполкома расположены Деснянский районный суд города Чернигова и Управление образования Черниговского горсовета. Остальная застройка площади — усадебная — при примыкании с севера к проспекту Победы улиц Любомира Боднарука, 1 Мая и Александра Молодчего.

## Описание
Движение не урегулировано светофорами. 
Транспорт:
1. троллейбусные маршруты № 6, 7, 9А  — остановки Пять углов и Кукольный театр
2. автобус/марш. такси маршрутов № 1, 8, 11, 12, 42, 43, 160 — остановки Пять углов и Кукольный театр